# Pelochrista passerana
Pelochrista passerana es una especie de polilla perteneciente al género Pelochrista, categorizada en la tribu Eucosmini, de la subfamilia Olethreutinae.

## Distribución
Se distribuye por Estados Unidos.

## Taxonomía
Fue descrita por Walsingham en 1879 y publicada por primera vez en Illust. typical Specimens Lepid. Heterocera Colln. Br. Mus 4: 49.